# Třída Bristol (typ 82)
HMS Bristol (D23) je raketový torpédoborec britského královského námořnictva. Torpédoborec měl být prvním v sérii plavidel typu 82 vyvinutých pro doprovod nikdy nepostavených letadlových lodí třídy CVA.01. Po zrušení jejich stavby byly rovněž torpédoborce typu 82 seškrtány na jedinou jednotku Bristol. Torpédoborec byl v roce 1982 nasazen ve válce o Falklandy. Později sloužil v Portsmouthu jako stacionární cvičná loď, než byl v roce 2020 definitivně vyřazen. Byl první britskou válečnou lodí vyzbrojenou protiponorkovým systémem Ikara. Ambiciózní program typu 82 vyprodukoval velké a drahé plavidlo. Teprve za nějaký čas námořnictvo objednalo sérii menších a levnějších torpédoborců třídy Sheffield (typ 42).

## Pozadí vzniku

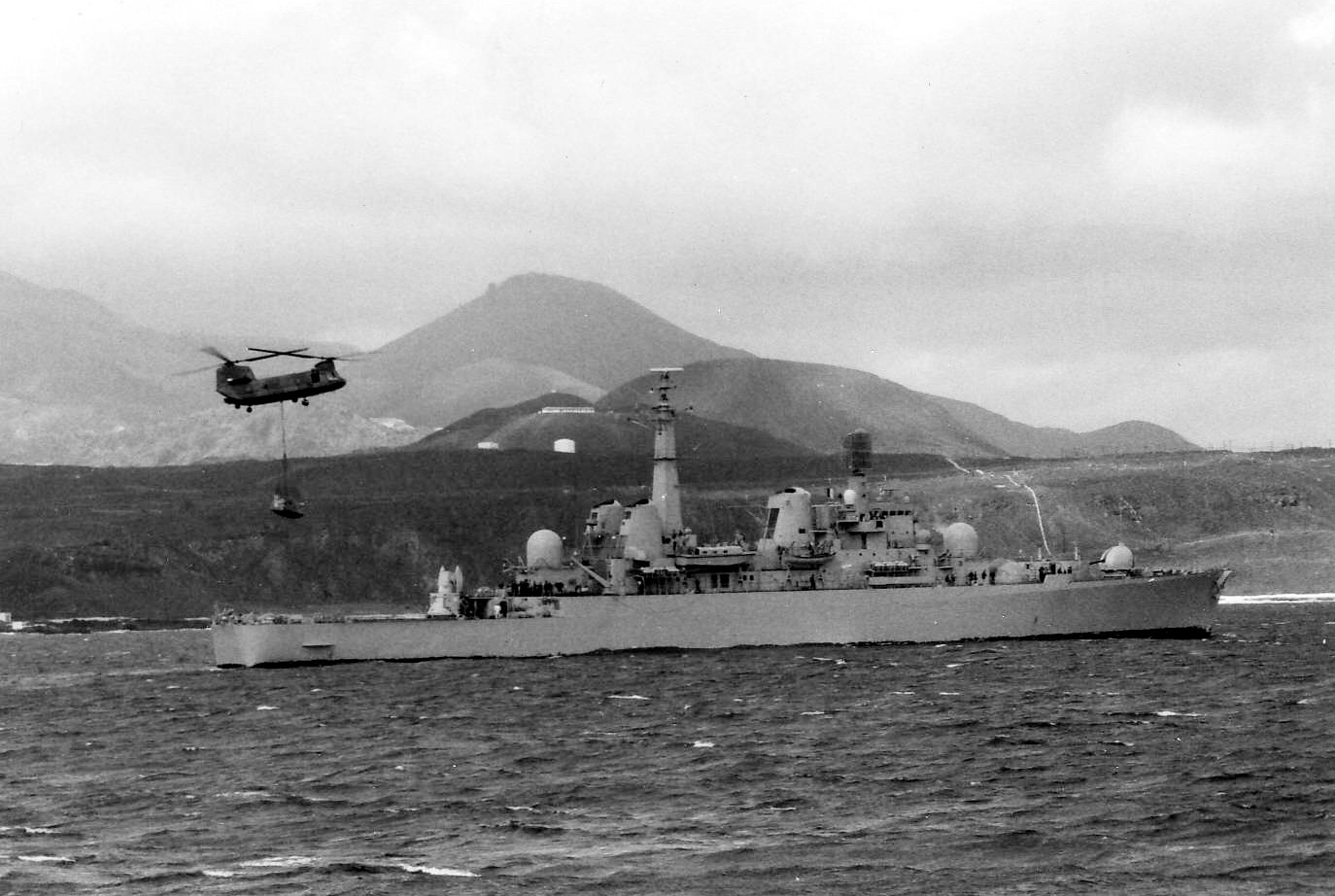
Bristol během falklandské války

Třída byla navržena pro doprovod a protivzdušnou obranu plánovaných britských těžkých letadlových lodí třídy CVA.01. Plánována byla stavba osmi torpédoborců typu 82, roku 1966 však byla zrušena stavba nových letadlových lodí a roku 1967 následovalo seškrtání stavební programu torpédoborců typu 82 na jedinou jednotku HMS Bristol. Tento torpédoborec sloužil především k testování nových zbraňových systémů. Bristol postavila britská loděnice Swan Hunter. Kýl byl založen 15. listopadu 1967, dne 30. června 1969 byl trup lodě spuštěn na vodu a konečně 31. března 1973 byl Bristol zařazen do operační služby.

## Konstrukce

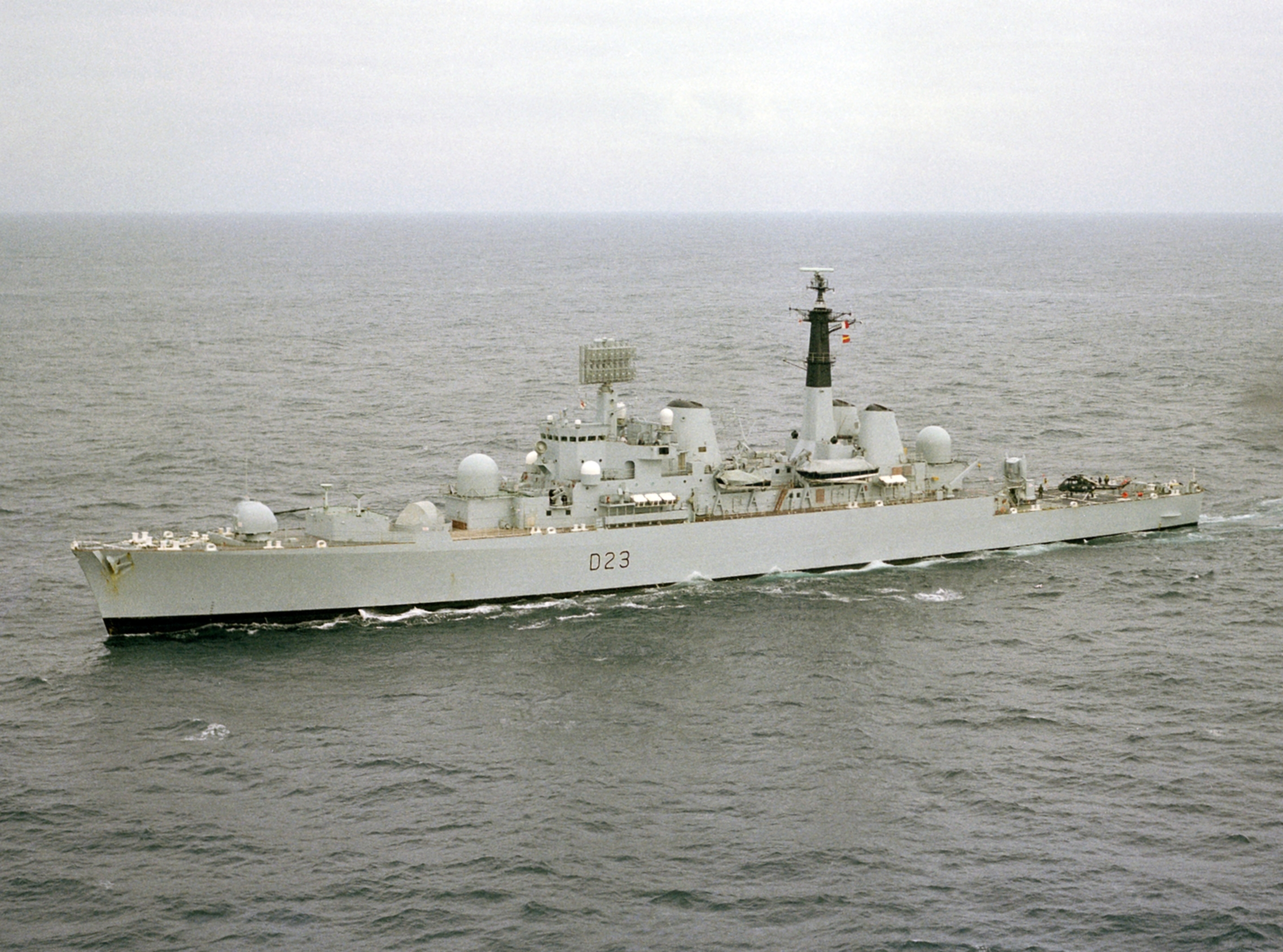
Bristol v roce 1982

Hlavňovou výzbroj po tvořil jeden 114mm kanón Mk.8 v dělové věži na přídi, později doplněný o dva 20mm kanóny. Protiletadlovou výzbroj představovalo dvojité vypouštěcí zařízení protiletadlových řízených střel středního dosahu Sea Dart s dosahem okolo 60 km. Zásoba střel činila 40 kusů. Protiponorkovou výzbroj tvořil jeden raketový systém Ikara se zásobou 32 raket a jeden salvový vrhač hlubinným pum Mk 10 Limbo. Na zádi se nachází přistávací plocha pro vrtulník. Postrádal však hangár, neboť měl operovat společně s letadlovými loďmi, takže se jevil zbytečným. Pohonný systém je koncepce COSAG. Kombinuje dva kotle Babcock & Wilcox se dvěma soustavami parních turbín o výkonu 30 000 hp a dvě plynové turbíny Rolls-Royce Olympus TM1A o výkonu 44 000 hp. Lodní šrouby byly dva. Nejvyšší rychlost dosahovala 30 uzlů. Dosah byl 5000 námořních mil při rychlosti 18 uzlů.

## Operační služba

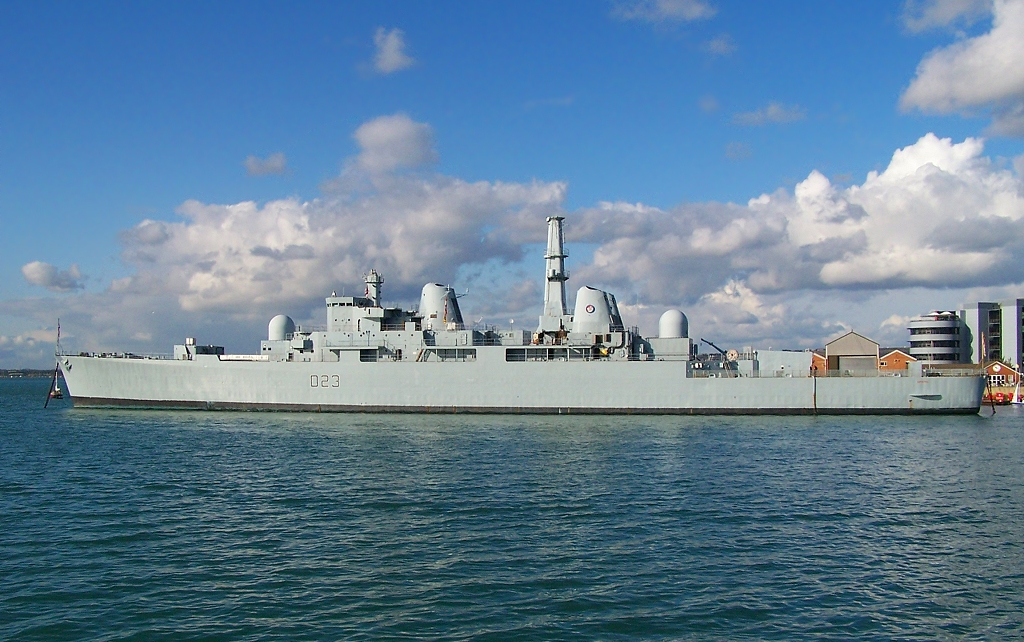
Bristol po přestavbě na cvičnou loď

Roku 1973 byl Bristol vážně poškozen požárem, který poškodil pohonný systém. Nějaký čas plavidlu hrozilo sešrotování, bylo však opraveno. Na rok 1981 plánována střednědobá modernizace nebyla realizována. Plavidlo proto prodělalo pouze dílčí úpravy, například náhradu radaru typu 965 novějším typem 1022.
Roku 1982 byl Bristol nasazen ve válce o Falklandy. Vážné ztráty způsobené argentinskými letouny vedly k posílení obranných schopností britských lodí, včetně Bristolu. Ten po válce dostal čtyři 30mm kanóny Oerlikon, dva 20mm kanóny a vrhače klamných cílů SRBOC. V roce 1991 byl Bristol vyřazen z operační služby a po dvouleté přestavbě začal sloužit na pozemním zařízení HMS Excellent v Portsmouthu jako stacionární cvičné a ubytovací plavidlo. V této roli nahradil torpédoborec třídy County HMS Kent.
Definitivně vyřazen byl v říjnu 2020. Za sebou měl plných 48 let služby. V červnu 2025 byl Bristol prodán turecké společnosti k šesrotování.